# Merremia multisecta
Merremia multisecta är en vindeväxtart som beskrevs av Hallier f. Merremia multisecta ingår i släktet Merremia och familjen vindeväxter. Inga underarter finns listade i Catalogue of Life.